# 크리스티안 서푸나루
이오누트 크리스티안 "크리스티" 사푸나루 (Ionuț Cristian "Cristi" Săpunaru, 1984년 4월 5일 부쿠레슈티 ~)는 루마니아의 축구 선수로 현재 리가 I의 라피드 부쿠레슈티의 수비수로 활약하고 있다.
그는 주로 라이트 백으로 활약하지만, 그는 센터백으로도 쓸 수 있다.

## 클럽 경력
AS 프로그레술 부쿠레슈티의 유스 출신으로, 그는 이곳에서 6살 때부터 축구를 하였고, 서푸나루는 2006년 7월에 FC 라피드 부쿠레슈티에 합류하였다.
2008년 7월, 그는 €2.5M에 포르투갈 리가의 거함 FC 포르투의 선수로 5년 계약을 맺었고, 포르투가 선수 사용권한 50%를 가져갔다. 루마니아 언론에 의하면 그의 가격은 €6M에 두명의 선수라고 주장하였다. 그의 데뷔연도에, 그는 라이트백으로 출전하였고, 북포르투갈 클럽은 더블을 이룩하였다. 그는 1-2로 패한 CD 나시오날 원정에서 포르투갈 리그 첫골을 기록하였다.
2010년 2월 초, 그의 팀메이트 헐크와 더불어 SL 벤피카에 0-1로 패한 경기에서 서푸나루는 포르투갈 리그 출장정지 징계를 받았고, 그는 그의 조국에 있는 FC 라피드 부쿠레슈티에 5개월 임대를 갔다. 그는 포르투에서 그 당시 주전으로 뛰지 않았으나, 2010-11 시즌을 시작으로, 포르투의 주전들 중 중요한 선수가 되었고, 40경기에 출장하여 3개의 주요 트로피 획득에 공헌하였다.

## 국가대표 경력
서푸나루는 2008년 5월 31일에 루마니아 축구 국가대표팀 데뷔전을 몬테네그로전에서 치렀고, 그는 UEFA 유로 2008의 루마니아팀 23인 명단에 들었다. 그러나, 그는 본선에서 한 경기도 출장하지 못하였다.

## 수상
FC 라피드 부쿠레슈티
- 루마니아 컵: 2006-07
- 루마니아 슈퍼컵: 2007

FC 포르투
- UEFA 유로파리그: 2010-11
- 포르투갈 리그: 2008-09, 2010-11
- 포르투갈 컵: 2008-09, 2009-10, 2010-11
- 포르투갈 슈퍼컵: 2009, 2010, 2011